# Finale della Coppa dei Campioni 1961-1962
La finale della 7ª edizione di Coppa dei Campioni si disputò il 2 maggio 1962 presso lo Stadio Olimpico di Amsterdam tra i portoghesi del Benfica, campioni in carica, e gli spagnoli del Real Madrid, alla sesta finale di questa competizione. All'incontro assistettero oltre 61 000 spettatori. Il match, arbitrato dall'olandese Leonard Horn, vide la vittoria per 5-3 della squadra lusitana.

## Le squadre
| Squadre     | Partecipazioni precedenti (il grassetto indica la vittoria) |
| ----------- | ----------------------------------------------------------- |
| Benfica     | 1 (1961)                                                    |
| Real Madrid | 5 (1956, 1957, 1958, 1959, 1960)                            |

## Il cammino verso la finale
Il Benfica, in qualità di campione in carica, ricevette un bye per giocare direttamente a partire dagli ottavi di finale, dove affrontò l'Austria Vienna che superò con un punteggio complessivo di 6-2. Ai quarti batté i tedeschi occidentali del Norimberga, perdendo 3-1 in Germania Ovest e vincendo 6-0 in Portogallo. In semifinale gli inglesi del Tottenham furono battuti 3-1 a Lisbona e ciò rese ininfluente la sconfitta per 2-1 rimediata a Londra.

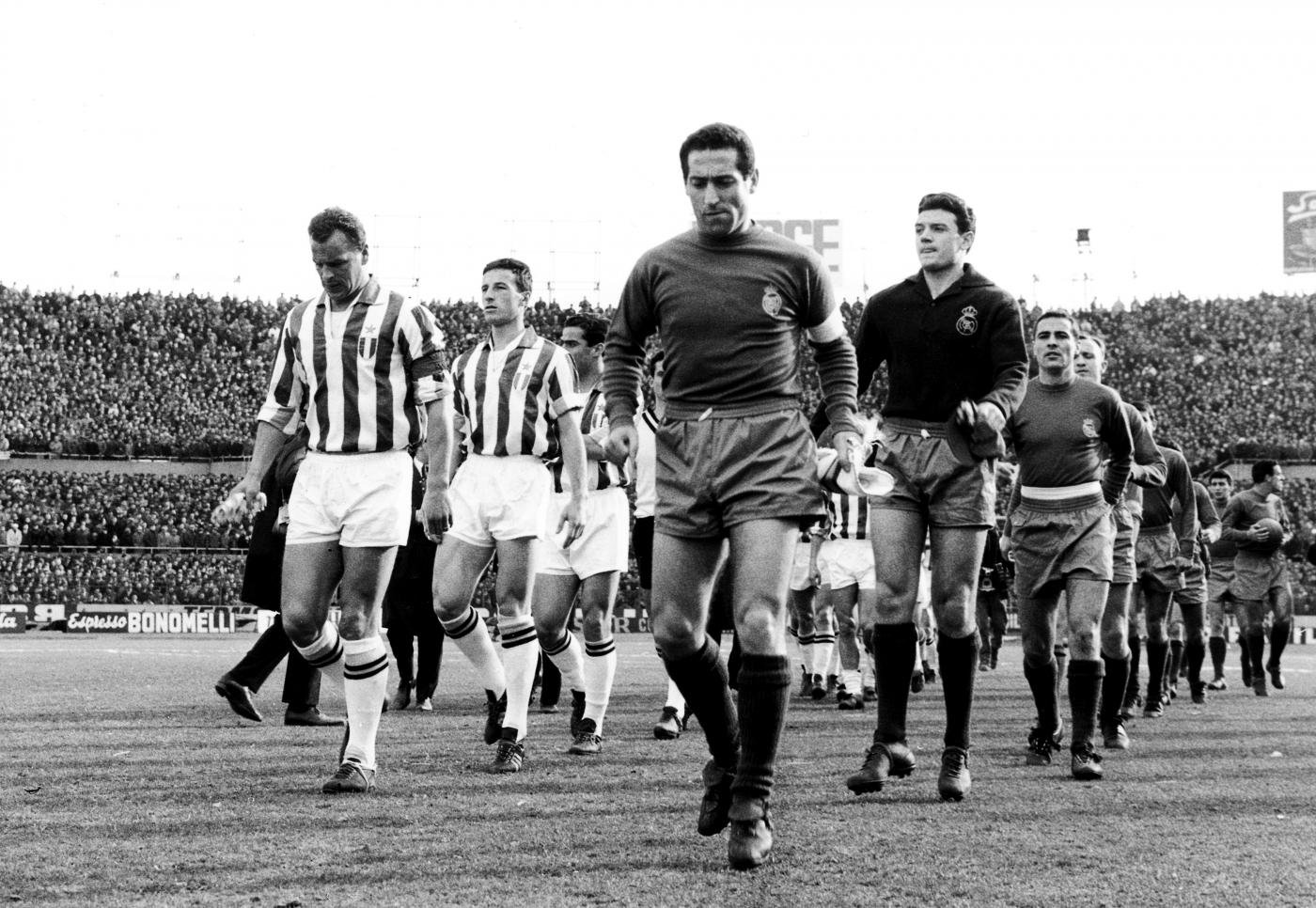
Juventus e Real Madrid in campo per l'andata dei quarti di finale

Il Real Madrid esordì al primo turno contro gli ungheresi del Vasas Budapest, che superò con un punteggio complessivo di 5-1. Agli ottavi i danesi del Boldklubben 1913 furono annullati grazie a un risultato aggregato di 12-0. Ai quarti i campioni d'Italia della Juventus diedero filo da torcere alle Merengues, che riuscirono a vincere 1-0 la partita d'andata al Comunale di Torino, ma persero col medesimo risultato la gara di ritorno al Bernabéu. Fu necessario uno spareggio, giocato al Parco dei Principi di Parigi, dove i Blancos ebbero la meglio per 3-1. In semifinale i belgi dello Standard Liegi furono superati agilmente con un 4-0 all'andata e 2-0 al ritorno.

## La partita
Il Benfica di Béla Guttmann si appresta ad affrontare un ostacolo a prima vista insormontabile, il Real Madrid di Ferenc Puskás, Luis Del Sol e Alfredo Di Stéfano in un periodo di grazia. Infatti al minuto 23 i Blancos sono già avanti di due gol, firmati entrambi dall'attaccante ungherese. Dopo due minuti i lusitani riescono ad accorciare le distanze con José Águas e otto minuti dopo Domiciano Cavém porta la partita in parità. L'ultimo sussulto del primo tempo lo dà ancora il Real Madrid con Puskás che batte nuovamente Costa Pereira per il 3-2 parziale.

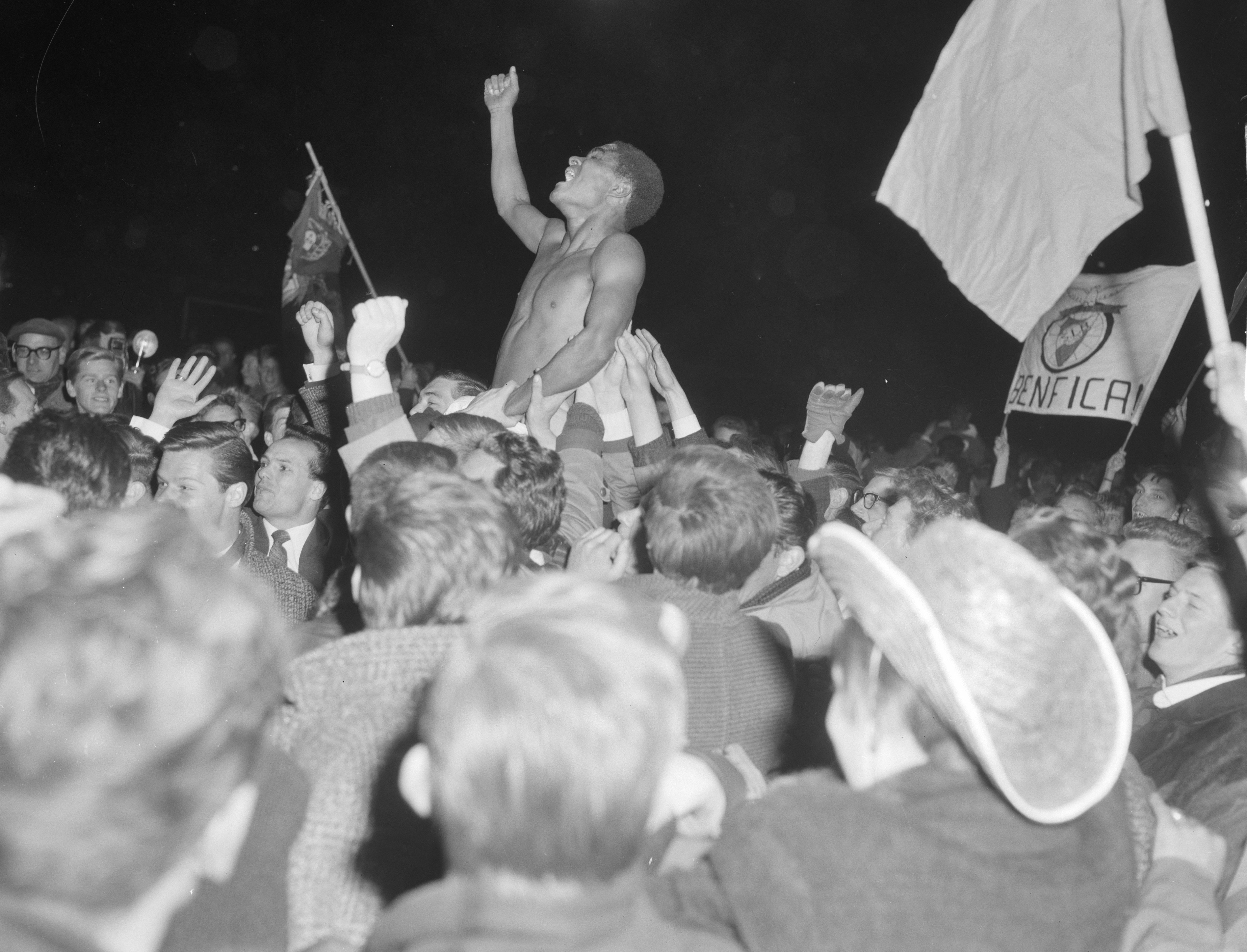
Il ventenne Eusébio, autore della doppietta che fissò il risultato, viene portato in trionfo al termine della finale.

Nel secondo tempo, però, sale in cattedra Eusébio. Al sesto serve a Mário Coluna la palla del pareggio e dopo un quarto d'ora prima trasforma il calcio di rigore che si è procurato e poi dopo cinque minuti chiude la partita con un tiro violento dal limite dell'area. Il Real Madrid continua a provarci fino all'ultimo, ma il Benfica tiene bene il campo e limita i danni fino al fischio finale di Horn.

## Tabellino
| Arbitro: | Leonard Horn |

|                                                        |           |                      |
| Águas 25’ Cavém 34’ Coluna 51’ Eusébio 65’ (rig.), 68’ | Marcatori | 17’, 23’, 38’ Puskás |

| Benfica | Real Madrid |

| Benfica       |    |                 |  |
|               |    |                 |  |
| P             | 1  | Costa Pereira   |  |
| D             | 2  | Mário João      |  |
| D             | 3  | Germano         |  |
| D             | 4  | Ângelo Martins  |  |
| C             | 5  | Domiciano Cavém |  |
| C             | 6  | Fernando Cruz   |  |
| A             | 7  | José Augusto    |  |
| C             | 8  | Eusébio         |  |
| A             | 9  | José Águas      |  |
| C             | 10 | Mário Coluna    |  |
| A             | 11 | António Simões  |  |
| Allenatore:   |    |                 |  |
| Béla Guttmann |    |                 |  |

| Real Madrid  |    |                    |
|              |    |                    |
| P            | 1  | José Araquistáin   |
| D            | 2  | Pedro Casado       |
| D            | 3  | Vicente Miera      |
| C            | 4  | Felo               |
| D            | 5  | José Santamaría    |
| C            | 6  | Pachín             |
| A            | 7  | Justo Tejada       |
| C            | 8  | Luis Del Sol       |
| A            | 9  | Alfredo Di Stéfano |
| C            | 10 | Ferenc Puskás      |
| A            | 11 | Francisco Gento    |
| Allenatore:  |    |                    |
| Miguel Muñoz |    |                    |